# Herrenhaus Neudörfchen

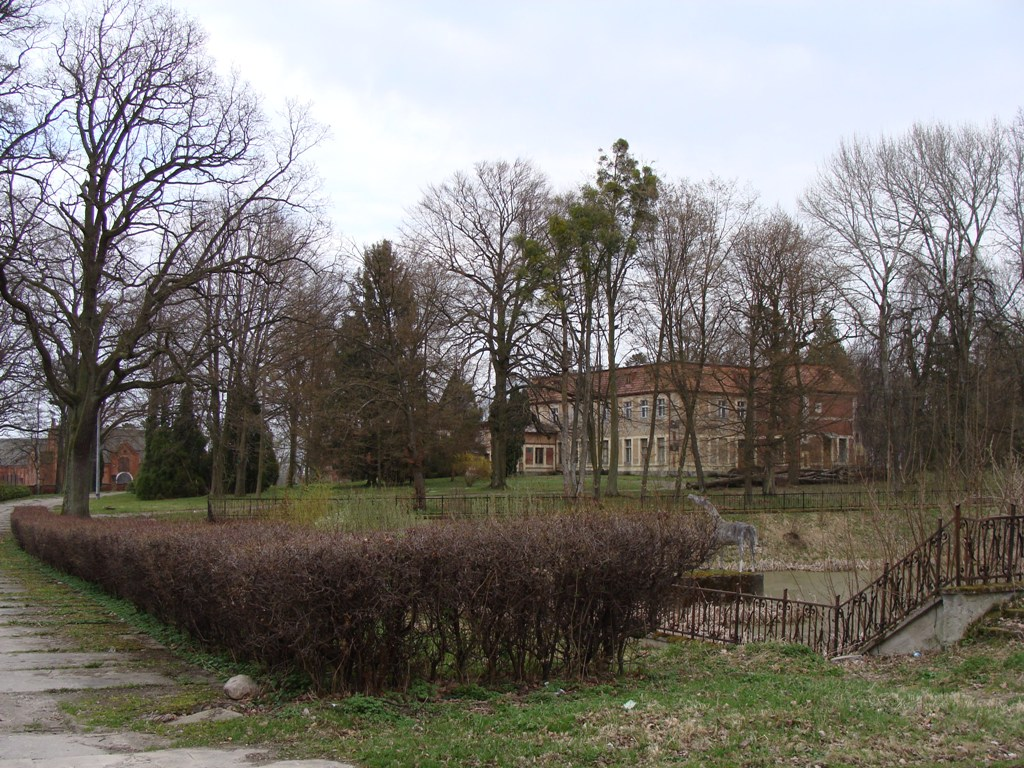
Herrenhaus Neudörfchen

Das Herrenhaus Neudörfchen (polnisch Pałac Nowa Wioska) befindet sich in Nowa Wisoka in der Gmina Gardeja (Garnsee) im vormaligen Kreis Marienwerder, heute Powiat Kwidzyński.

## Gutsgeschichte
Der Name Neuendorf erscheint zum ersten Mal 1567 in einer Urkunde über die Aufteilung des Gutes zwischen den Brüdern Freiherren zu Heydeck. Im Jahr 1673 verkaufte Eustachius Freiherr zu Heydeck das Gut an Ludwig von Kerschenstein. Im Jahre 1693 erwarb Friedrich von der Groeben das Gut und bildete 1701 ein Majorat mit mehreren Höfen: Georgenberg (Jurki, Teil des Dorfes Wandowo, Ziegelei), Wallenburg, Patschkau (Paczkowo), Friedrichshein (Międzylesie), Albrechtsdorf (Albertowo-Podgórze). 
Der erste Majoratsherr war Otto Friedrich von der Groeben, der Gründer der preußischen Kolonie Groß-Friedrichsburg im heutigen Ghana. Letzterer erwarb auch das Vorwerk Klostersee (Klasztorek) und ließ 1728–29 das vorherige Herrenhaus durch das heute erhaltene ersetzen. Georg Friedrich von der Groeben ließ den Bau umgestalten, inspiriert von der französischen Schlösserarchitektur, die er während der deutschen Besetzung Frankreichs 1871 kennengelernt hatte.  
Ein weiterer Umbau fand im 20. Jahrhundert statt. Damals wurde der sechsachsige Ostflügel angebaut und eine einheitliche Holzkonstruktion im gesamten Schloss eingeführt. Im Jahr 1956 brannte ein Teil des Daches und der Decken über dem ersten Stockwerk ab. Der Bau wurde jedoch 1959 restauriert; 1976 wurde die Fassade renoviert. Im Jahr 2002 ging der Bau in Privatbesitz über.